# Tucanijada
Tucanijada je tradicionalna mokrinska uskršnja manifestacija na kojoj se kroz organizovano takmičenje, sistemom eliminacije, bira najtvrđe uskršnje jaje na svetu. Manifesstacija je nastala iz tradicionalnog srpskog običaja tucanja uskršnjim jajima i organizuje se svake godine na dan Uskrsa u Mokrinu.

## O manifestaciji
Manifestacija se prvi put održala 1993. godine u Mokrinu, selu u Vojvodini. Ovo nezvanično svetsko prvenstvo svake godine poseti veliki broj učesnika i posetilaca iz zemlje i regiona. Za ovaj festival se svake godine na Veliki petak u Mokrinu ofarba vise desetina hiljada kokošijih jaja koja se na dan Uskrsa koriste u takmičarskom delu, tokom Velkog petka se u okviru manifestacije organizuje izložba dečijih radova i ofarbanih jaja. Sutradana, na Veliku subotu , priređuje se svečanost na seoskom trgu, gde svoje radove izlažu umetnici mokrinskog okruga i Udruženje žena Mokrina, nakon čega sledi ponoćna liturgija u  pravoslavnom hramu Svetog Arhangela Mihaila. Na dan Uskrsa, takmičenje počinje u kategoriji najmlađih takmičara nakon čega sledi glavni deo takmičenja. Manifestacija se završava proglašenjem pobednika, onog čije je uskršnje jaje pobedilo sva ostala. Nakon čega glavni sudija preseca sabljom pobedničko jaje na pola, radi dokazivanja da je u pitanju pravo kokošije jaje i zatim sudija i pobednik presečeno jaje pojedu, čime se finalizira takmičenje.
U okviru festivala takođe se organizuje i Dečija tucanijada, a pored Tucanijede u Mokrinu koja se nezvanično vodi kao svetsko prvenstvo postoji i reginalno prvenstvo, rezervisano samo za posetioce sa Balkana, u mestu Oglađenovac, nadomak Valjeva.